# Ramon Djamali
Ramon Djamali (* 12. Juni 1975 in Neukaledonien) ist ein ehemaliger neukaledonischer Fußballspieler, welcher auch für die Nationalmannschaft zu Einsätzen kam.

## Karriere

### Verein
In seiner Vereinskarriere spielte er zumeist auf Tahiti unter anderem beim AS Vénus sowie beim AS Manu-Ura. Seine Karriere beendete er dann in seiner Heimat beim AS Mont-Dore.

### Nationalmannschaft
Sein Debüt für die neukaledonische Nationalmannschaft gab Djamali bei einem South Pacific Game gegen Papua-Neuguinea, wo er auch gleich sein erstes Länderspieltor markierte. Bis 2008 bestritt Djamali noch 14 weitere Partien für Neukaledonien, in denen er fünf weitere Treffer erzielen konnte.